# Alan Mineiro
Alan Mineiro (Três Corações, 29 september 1987) is een Braziliaans voormalig voetballer die als middenvelder speelde.

## Carrière
Mineiro begon zijn carrière in 2007 bij Rio Branco SC. Hierna kwam hij uit voor Club Guaraní, Albirex Niigata, SC Corinthians Paulista en América FC (Minas Gerais).